# Ishikawa Goemon
Ishikawa Goemon (石川 五右衛門 (Thạch Xuyên Ngũ Hữu Vệ Môn)) tên đầy đủ là Ishikawa Genji Goemon (?-1594) là một đạo chích nổi tiếng thời Sengoku, ông thường trộm những đồ quý giá của nhà giàu và chia cho người nghèo. Tư liệu về ông trong lịch sử không nhiều, vì vậy ông chỉ có vai trò chính là một anh hùng dân gian. Giai thoại về cuộc đời và cái chết của ông gồm nhiều bản khác nhau. Tuy nhiên, phổ biến nhất, người ta thường nói rằng Isikawa đã cố ám sát Hideyoshi Toyotomi để trả thù cho họ cái chết của vợ và người con trai là Gobei Goemon đang bị giam giữ. Thế nhưng ông đã va phải một chiếc chuông và bị bại lộ.Sau đó, ông bị xử tử cùng con trai bằng cách đun chín trong vạc dầu.
Ishikawa Goemon là một nhân vật xuất hiện khá phổ biến trong kịch Kabuki-một loại kịch truyền thống do Okuni sang chế-cơ sở cho việc Koei tạo ra mối quan hệ giữa Goemon và Okuni trong game.

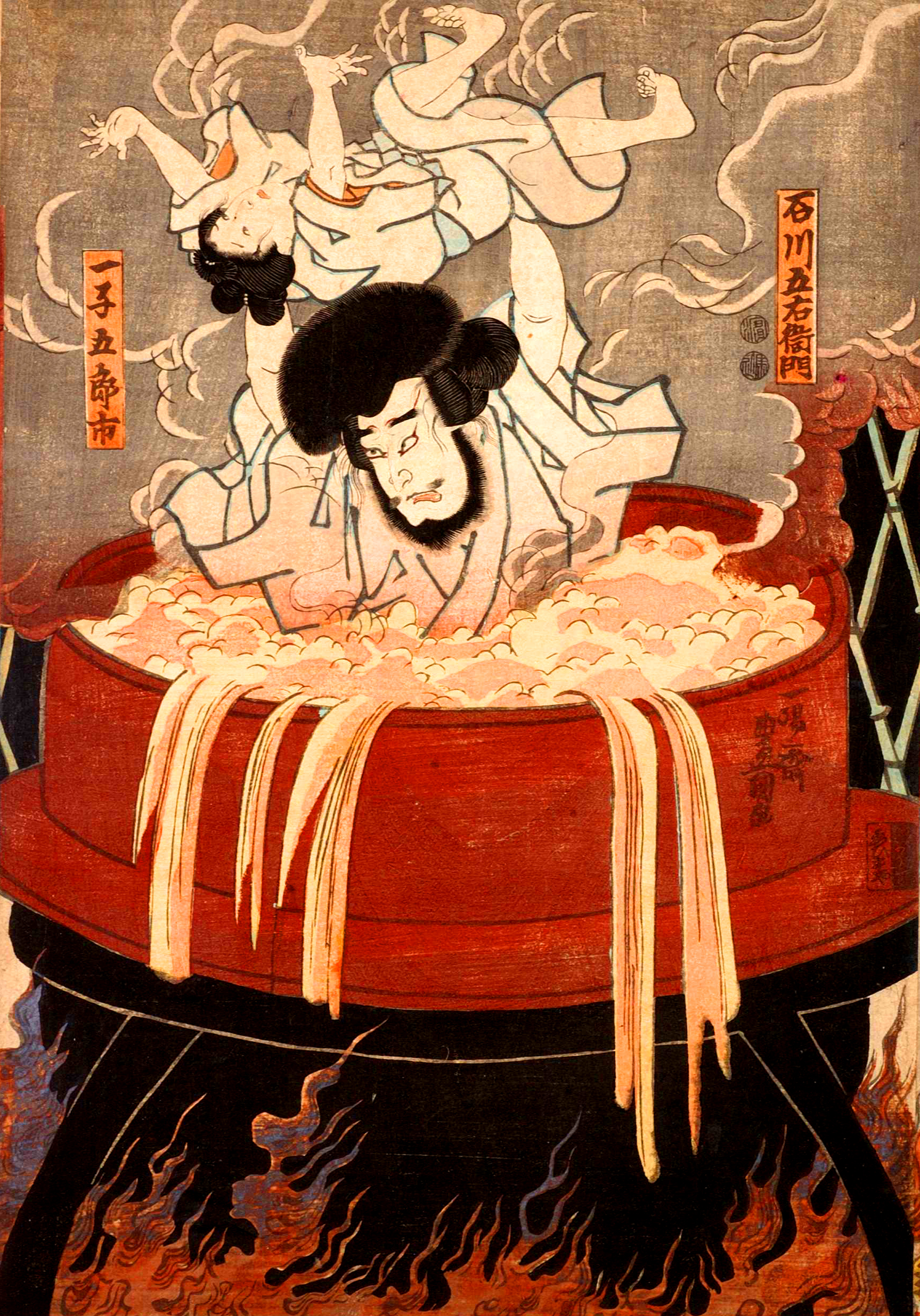
Ishikawa bị đun sôi